# Bílovec
Bílovec é uma cidade checa localizada na região de Morávia-Silésia, distrito de Nový Jičín. É a cidade natal da tenista Petra Kvitová